# Ichim (ville)
Pour les articles homonymes, voir Ichim.
Ichim (en russe : Ишим) est une ville de l'oblast de Tioumen, en Russie, et le centre administratif du raïon d'Ichim. Sa population s'élevait à 65 002 habitants en 2014.

## Géographie
Ichim est située sur la rivière Ichim, à 319 km à l'est de Tioumen. 

## Histoire
En 1687, la sloboda Korkina fut bâtie sur la rivière Ichim. À partir de 1721, des foires s'y tenaient régulièrement. Un décret de Catherine II renomma la ville Ichim en 1782 qui devint le chef-lieu de l'ouyezd d'Ichim. En 1913, la voie ferrée Tioumen–Omsk passa pour la première fois à Ichim. En 1921, la région d'Ichim fut le centre de la révolte des paysans sibériens. Plusieurs usines de la partie européenne de la Russie y furent évacuées pendant la Seconde Guerre mondiale.

## Population

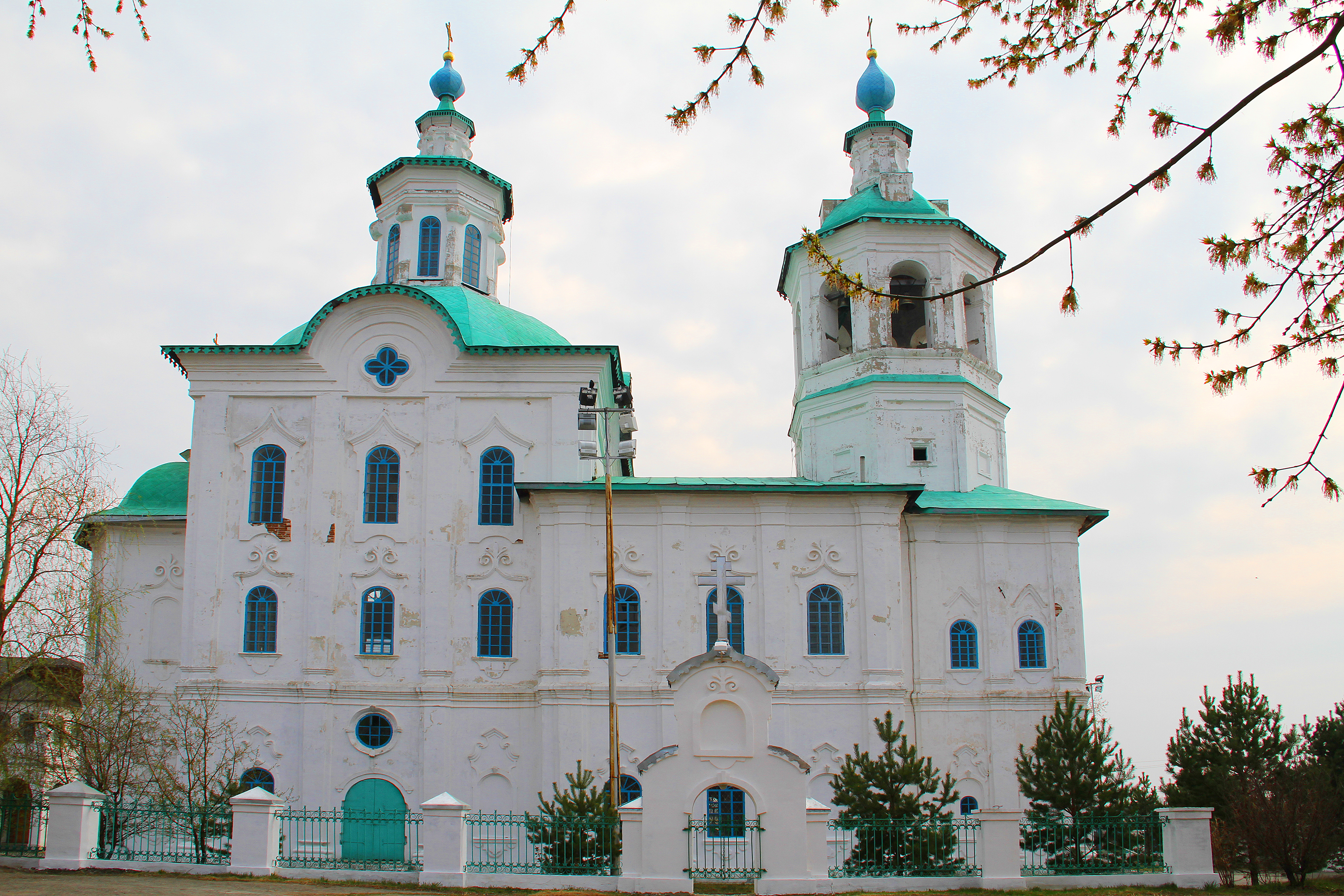
Cathédrale de l'Épiphanie à Ichim

Recensements (*) ou estimations de la population
| 1856  | 1897* | 1913   | 1926*  | 1931   |
| ----- | ----- | ------ | ------ | ------ |
| 2 500 | 7 153 | 15 200 | 14 099 | 18 200 |

| 1939*  | 1959*  | 1970*  | 1979*  | 1989*  |
| ------ | ------ | ------ | ------ | ------ |
| 30 976 | 47 793 | 56 162 | 62 522 | 66 373 |

| 2002*  | 2010*  | 2012   | 2013   | 2014   |
| ------ | ------ | ------ | ------ | ------ |
| 67 757 | 65 243 | 64 883 | 64 897 | 65 002 |

## Économie
La principale entreprise d'Ichim est :
- OAO Ichimski Machinostroïtelni Zavod ou IMZ (ОАО Ишимский машиностроительный завод) : fondée en 1941, elle fabrique des remorques de camions, des conteneurs, des réservoirs de carburant et des équipements de chauffage.

## Transports
Ichim se trouve sur le chemin de fer Transsibérien, au kilomètre 2428 depuis Moscou. La ville est également le point final de la route européenne 22, qui traverse l'Europe depuis l'Angleterre et passe à Moscou et Nijni Novgorod.

## Culture locale et patrimoine

### Personnalités liées à la commune
- Praskovia Lupolova (1784-1809), héroïne russe.
- Boris Shakhlin (1932-2008), gymnaste soviétique, sept fois champion olympique de 1956 à 1964.